# Éric Bernard
Éric Bernard (Martigues, Francia; 24 de agosto de 1964) es un expiloto de automovilismo francés, que compitió con Equipe Ligier, Larrousse y Team Lotus en Fórmula 1.
Comenzó a competir en 1976 en karting, y en siete años, ganó cuatro veces el campeonato francés. En 1983 entró en la escuela de pilotos en Paul Ricard y fue uno de los finalistas de la competición Volant Elf. Batió a Jean Alesi y a Bertrand Gachot en la misma, consiguiendo un asiento en la Fórmula Renault de 1984. Terminó 6.º en el campeonato y lo ganó al año siguiente, pasando en 1986 a la Fórmula 3 francesa, terminando 2.º por detrás de Alesi. En 1988 entró en la Fórmula 3000.
En 1989, Bernard debutó en Fórmula 1 cuando la escudería francesa Larrousse le llamó para sustituir a Yannick Dalmas en el Gran Premio de Francia. Llegó a marchar 5.º en la clasificación, aunque a pocas vueltas del final, mientras iba 7.º, el monoplaza que conducía falló. Bernard también compitió en el Gran Premio de Gran Bretaña, antes de regresar a la Fórmula 3000.
Fue premiado por Larrousse en 1990 con un asiento en la escudería. Su estilo de conducción y sus habilidades en la puesta a punto le valió para que muchos aficionados le vieron como un joven Alain Prost. Consiguió el primer punto del campeonato en el Gran Premio de Mónaco, al terminar 6.º. El mejor resultado de la temporada lo lograría en el Gran Premio del Reino Unido, terminando 4.º.
Bernard decidió continuar en Larrousse en la temporada siguiente, pero el cambio de motor perjudicó en gran medida a la escudería. Consiguió ser 6.º en el Gran Premio de México, pero al final de la temporada, en el Gran Premio de Japón, Bernard se rompió una pierna durante las sesiones de calificación.
A pesar de sus intentos por recuperar la forma, en 1993 sólo consiguió un puesto como probador en el Equipe Ligier. En 1994 tuvo de nuevo una oportunidad como piloto, al lado del debutante Olivier Panis. Desafortunadamente, los resultados de Panis fueron mejores que los de Bernard, el cual a pesar de todo llegó a ser 3.º en el Gran Premio de Alemania. Sin embargo, Johnny Herbert ocupó su asiento para el Gran Premio de Europa. Bernard ocupó el puesto dejado por Herbert en su anterior equipo, Lotus, para el que sería su última participación en Fórmula 1.
Bernard mantuvo contactos con Larrousse de cara a la temporada 1995, pero la mala situación económica de la escudería le impidió comenzar la misma.
Tras su paso por la Fórmula 1, Bernard compitió también en otras disciplinas de automovilismo, como GT.

## Resultados

### Fórmula 3000 Internacional
(Clave) (negrita indica pole position) (cursiva indica vuelta rápida)

| Año  | Escudería          | 1       | 2       | 3       | 4      | 5       | 6     | 7       | 8       | 9       | 10    | 11    | Pos. | Puntos |
| ---- | ------------------ | ------- | ------- | ------- | ------ | ------- | ----- | ------- | ------- | ------- | ----- | ----- | ---- | ------ |
| 1988 | Team Ralt          | JER 6   | VAL 10  | PAU 4   | SIL 11 | MNZ DNQ | PER   |         |         |         |       |       | 9.º  | 13     |
| 1988 | Bromley Motorsport |         |         |         |        |         |       | BRH DSQ | BIR DSQ | BUG Ret | ZOL 4 | DIJ 2 | 9.º  | 13     |
| 1989 | DAMS               | SIL Ret | VAL Ret | PAU Ret | JER 1  | PER Ret | BRH 4 | BIR 4   | SPA Ret | BUG 3   | DIJ 2 |       | 3.º  | 25     |

### Fórmula 1
(Clave) (negrita indica pole position) (cursiva indica vuelta rápida)

| Año     | Escudería              | 1       | 2       | 3       | 4       | 5       | 6       | 7       | 8       | 9       | 10      | 11      | 12      | 13      | 14      | 15      | 16      | Pos. | Puntos |
| ------- | ---------------------- | ------- | ------- | ------- | ------- | ------- | ------- | ------- | ------- | ------- | ------- | ------- | ------- | ------- | ------- | ------- | ------- | ---- | ------ |
| 1989    | Equipe Larrousse       | BRA     | SMR     | MON     | MEX     | USA     | CAN     | FRA 11  | GBR Ret | GER     | HUN     | BEL     | ITA     | POR     | ESP     | JPN     | AUS     | NC   | 0      |
| 1990    | Espo Larrousse F1      | USA 8   | BRA Ret | SMR 13  | MON 6   | CAN 9   | MEX Ret | FRA 8   | GBR 4   | GER Ret | HUN 6   | BEL 9   | ITA Ret | POR Ret | ESP Ret | JPN Ret | AUS Ret | 13.º | 5      |
| 1991    | Larrousse F1           | USA Ret | BRA Ret | SMR Ret | MON 9   | CAN Ret | MEX 6   | FRA Ret | GBR Ret | GER Ret | HUN Ret | BEL Ret | ITA Ret | POR DNQ | ESP Ret | JPN DNQ | AUS     | 18.º | 1      |
| 1994    | Ligier Gitanes Blondes | BRA Ret | PAC 10  | SMR 12  | MON Ret | ESP 8   | CAN 13  | FRA Ret | GBR 13  | GER 3   | HUN 10  | BEL 10  | ITA 7   | POR 10  |         |         |         | 18.º | 4      |
| 1994    | Team Lotus             |         |         |         |         |         |         |         |         |         |         |         |         |         | EUR 18  | JPN     | AUS     | 18.º | 4      |
| Fuente: |                        |         |         |         |         |         |         |         |         |         |         |         |         |         |         |         |         |      |        |